# Брюс Фрідріх
Брюс Фрідріх (народився 7 серпня 1969) є старшим директором зі стратегічних ініціатив у Farm Sanctuary.
Фрідріх входить до складу правління спілки католицьких вегетаріанців, консультативної ради асоціацій християнських вегетаріанців, а також є одним із засновників товариства етичних і релігійних вегетаріанців. Він з'явився на Today Show на каналі NBC, CNN, Fox News Channel, MSNBC, і суд на TV.

## Особисте життя
Фрідріх брав участь як президент клівлендських молодих демократів під час його останніх двох років середньої школи і виступав за покійного сенатора Пола Саймона (D-Ill.) під час свого першого року навчання в коледжі.
Він закінчив Фі Бета Каппа у Грінельському коледжі в Айові, зі спеціалізацією в області англійської мови та економіки, і також вивчав релігійну сферу. До приходу у спілку «Люди за етичне поводження з тваринами» (PETA) в 1996 році, він провів шість років, працюючи в притулку для бездомних сімей і в безкоштовних їдальнях у Вашингтоні, округ Колумбія.
Він вегетаріанець і живе у Вашингтоні, округ Колумбія, з дружиною Алка Чандна, яка працює лікарем. Протягом двох років Фрідріх був викладачем у Балтіморській вільній акедемії.
Фрідріх мав суперечку з міським відділом поліції у Балтіморі, коли йому було наказано покинути Іннер Харбор після того, як він роздавав листівки заохочуючи людей до вегетаріанства.

## Робота з PETA
Фрідріх написав і створив аудіозапис "Вегетаріанство в двох словах, " популярний огляд причин, після яких деякі люди вирішили бути вегетаріанцями. У 2004 він з'явився на каналі Showtime в одній із серій реаліті шоу «Американський кандидат».
Як директор вегітаріанської кампанії Фрідріх був відповідальний за створення відеопроекту «Meet your Meat», у якому розповідається про птахофабрики, відео було представлено Алеком Болдуіном.
Фрідріх часто проводить лекції і дебати для кампусних коледжів, у тому числі Гарвардського університету, Єльського університету, Принстонського університету,Корнельського університету,Університету Чикаго,і у безлічі інших коледжів і університетах по всій країні.
Фрідріх вважає, що його робота за права тварин, є Божою роботою.

## Письмо
- Експерт, щоб терористи або борці за свободу? Роздуми про Визволення Тварин  [Архівовано 15 листопада 2012 у Wayback Machine.], Ліхтар книги 2004, ISBN 1-59056-054-X
- Введення в E. G. Smith Collective (2004). Animal Ingredients A to Z: Third Edition. AK Press. ISBN 978-1-902593-81-4.
- Singer, Peter (2005). In Defense of Animals: The Second Wave. Wiley-Blackwell. ISBN 978-1-4051-1941-2. Глава 15 Ефективна пропаганда: Крадіжка з корпоративного р Playbook. 187
- Написав передмову книги підриває основу: Практичний посібник для тварин Активності (2008) Марк Hawthorne. ISBN 978-1-84694-091-0
- Довідник активіста за тварин: максимізація нашого позитивного впливу у сучасному світі [Архівовано 9 листопада 2012 у Wayback Machine.] , написаних з Matt Ball, і з передмовою Інгрід Ньюкирк, Ліхтар Books, 2009. ISBN 978-1-59056-120-1
- Фрідріх часто публікується в Хаффінгтон пост і Alan.com.

## Мультимедіа
- Bill O'brien, Bruce Friedrich (1995). The Plutonium Circus (VHS tape). Amarillo, TX. {{cite AV media}}: Проігноровано невідомий параметр |director= (довідка)
- Alec Baldwin (2003). Meet Your Meat (DVD). {{cite AV media}}: Проігноровано невідомий параметр |director= (довідка) Режисер: Брюс Фрідріх
- Bruce Friedrich (2003). Vegetarianism in a Nutshell (audio file). {{cite AV media}}: Проігноровано невідомий параметр |director= (довідка)
- Bruce Friedrich (2004). "American Candidate" (TV series).[7]